# Kumi Jokojamaová
Kumi Jokojama (japonsky 横山 久美, * 13. srpna 1993 Tama) je japonský fotbalista.

## Reprezentační kariéra
Za japonskou reprezentaci v letech 2015 až 2019 odehrála 43 reprezentačních utkání. Byla členkou japonské reprezentace i na Mistrovství světa ve fotbale žen 2019.

## Statistiky
| Japonsko | Japonsko | Japonsko |
| Roky     | Záp.     | Góly     |
| -------- | -------- | -------- |
| 2015     | 5        | 2        |
| 2016     | 8        | 3        |
| 2017     | 11       | 6        |
| 2018     | 11       | 5        |
| 2019     | 8        | 1        |
| Celkem   | 43       | 17       |

## Úspěchy

### Reprezentační
- Mistrovství Asie:  2018
- Mistrovství světa do 20 let:  2012
- Mistrovství světa do 17 let:  2010